# Paso Rupin
El paso Rupin es un paso de gran altitud a través de la cordillera del Himalaya en el estado de Uttrakhand, India. Se encuentra en una ruta tradicional de pastoreo y senderismo que comienza en Dhaula en Uttarakhand y termina en Sangla en Himachal Pradesh. El paso en sí está situado en  zonas mayormente deshabitadas en las cordilleras del Himalaya a una altitud de 4650 m sobre el nivel del mar. El glaciar Sarasvati en Sarasvotri en este paso ha sido identificado por algunas fuentes como el origen del paleo-río Sarasvati en el que sus aguas se hielan en Netwar, fluyendo a través de Paonta Sahib y Adi Badri, Haryana, Punjab, Rajastán y Gujarat.

## Descripción
El camino por el paso Rupin consiste en senderos excavados en las rocas y puentes de madera, que atraviesan profundos y oscuros pliegues en la montaña, glaciares y laderas heladas, y sobre campos de nieve. A lo largo del camino hay rododendros blancos y una extensión de verdes praderas.
Hay diferentes senderos que acceden al paso Rupin. Uno de ellos comienza en la aldea de Gosangu, que es el último camino que lleva a Himachal Pradesh. Generalmente, los caminantes y aventureros viajan a Gosangu por el camino de Shimla vía Rohru. La ruta alternativa al paso Rupin comienza en Naitwar, a la que se puede acceder desde Dehradhun vía Dhaula. Desde cualquiera de las dos cabeceras de la ruta, el primer campamento es Jhaka, la aldea colgante y la última parada para reponer las reservas y echar un último vistazo a la civilización. Viajar por el paso  Rupin es un nivel de escalada de moderado a difícil. Los senderos siguen el río Rupin hasta la cima (Campamento de la cascada superior).
El paso Rupin es único en el sentido de que el hielo que se derrite a un lado del paso forma el río Rupin que se fusiona con el Yamuna y finalmente fluye hacia la bahía de Bengala, mientras que la nieve que se derrite del lado de Sangla en el paso se fusiona en una corriente que finalmente discurre hacia el Sutlaj y por lo tanto fluye hacia el mar Arábigo. 

## Galería

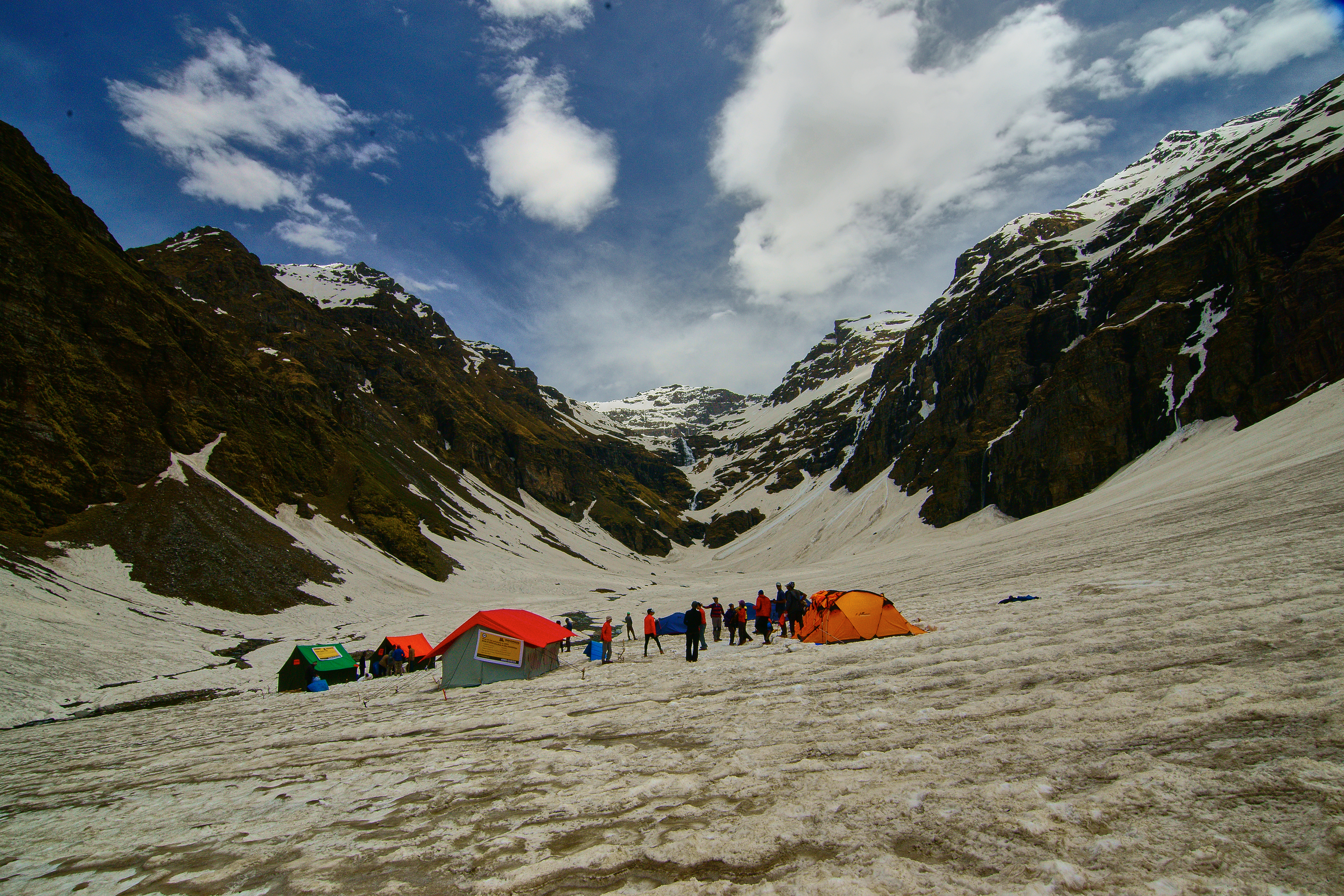
Vista de la cascada de Rupin
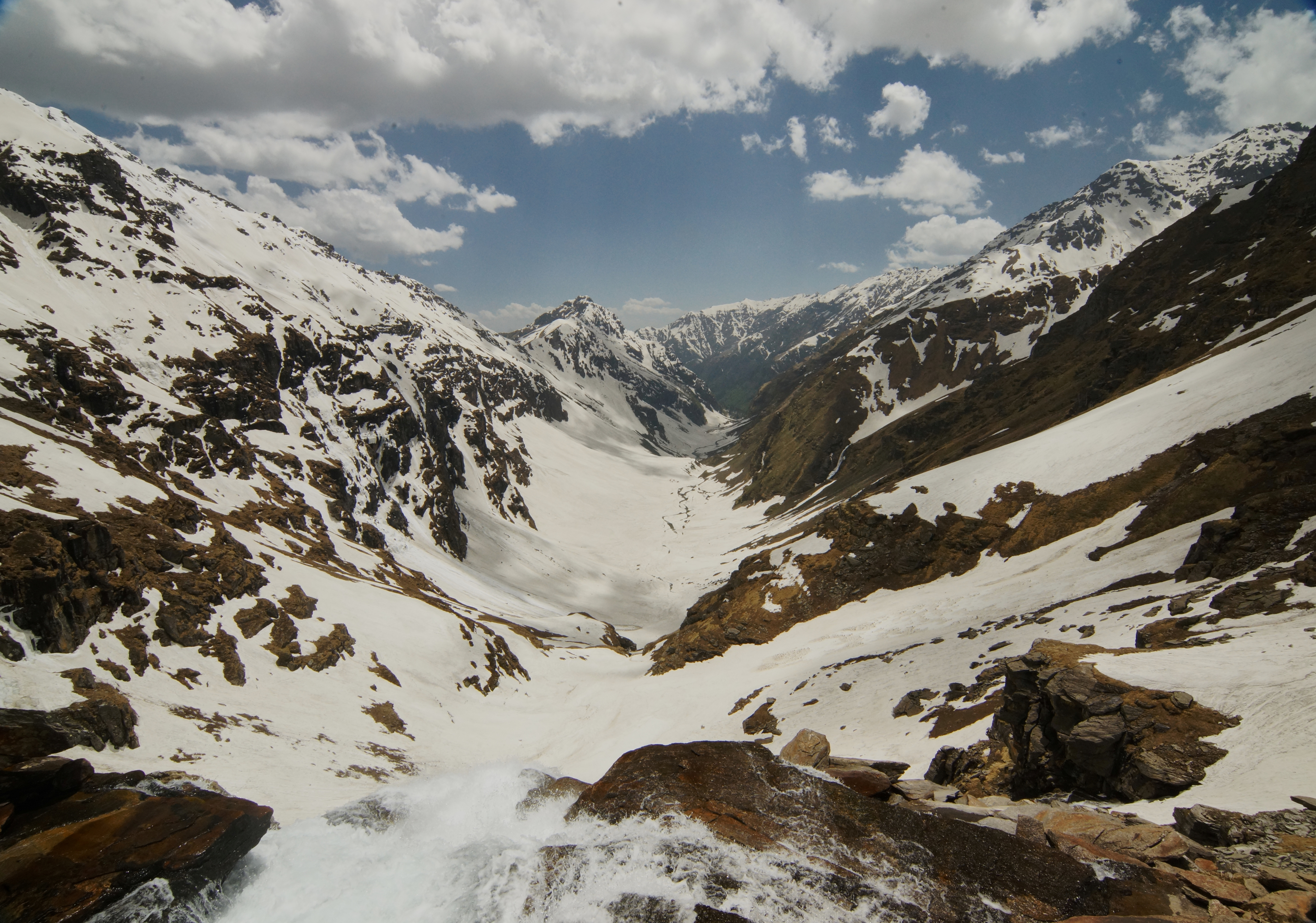
Vista del valle desde la cascada Rupin en ruta hacia el paso  Rupin
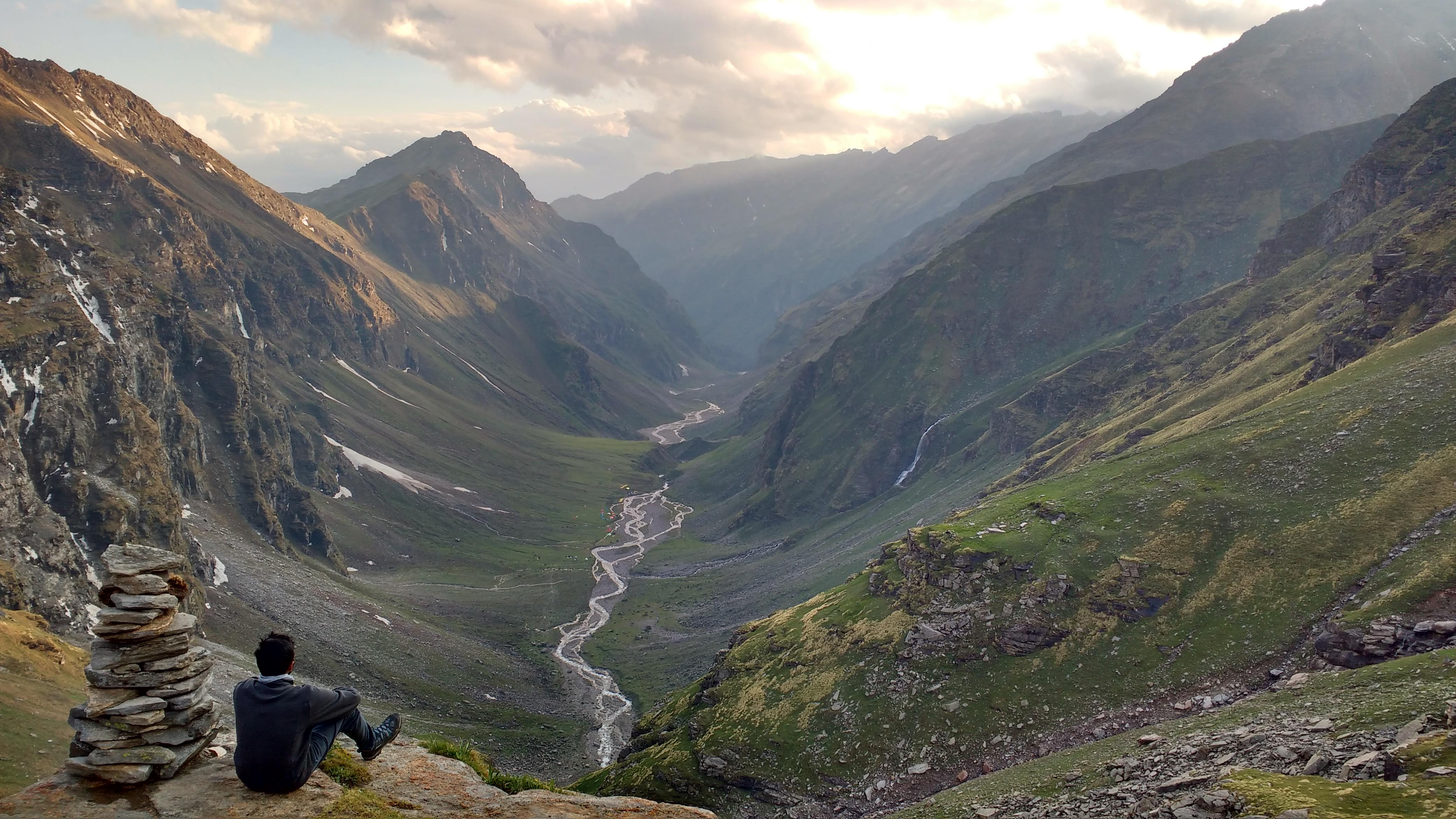
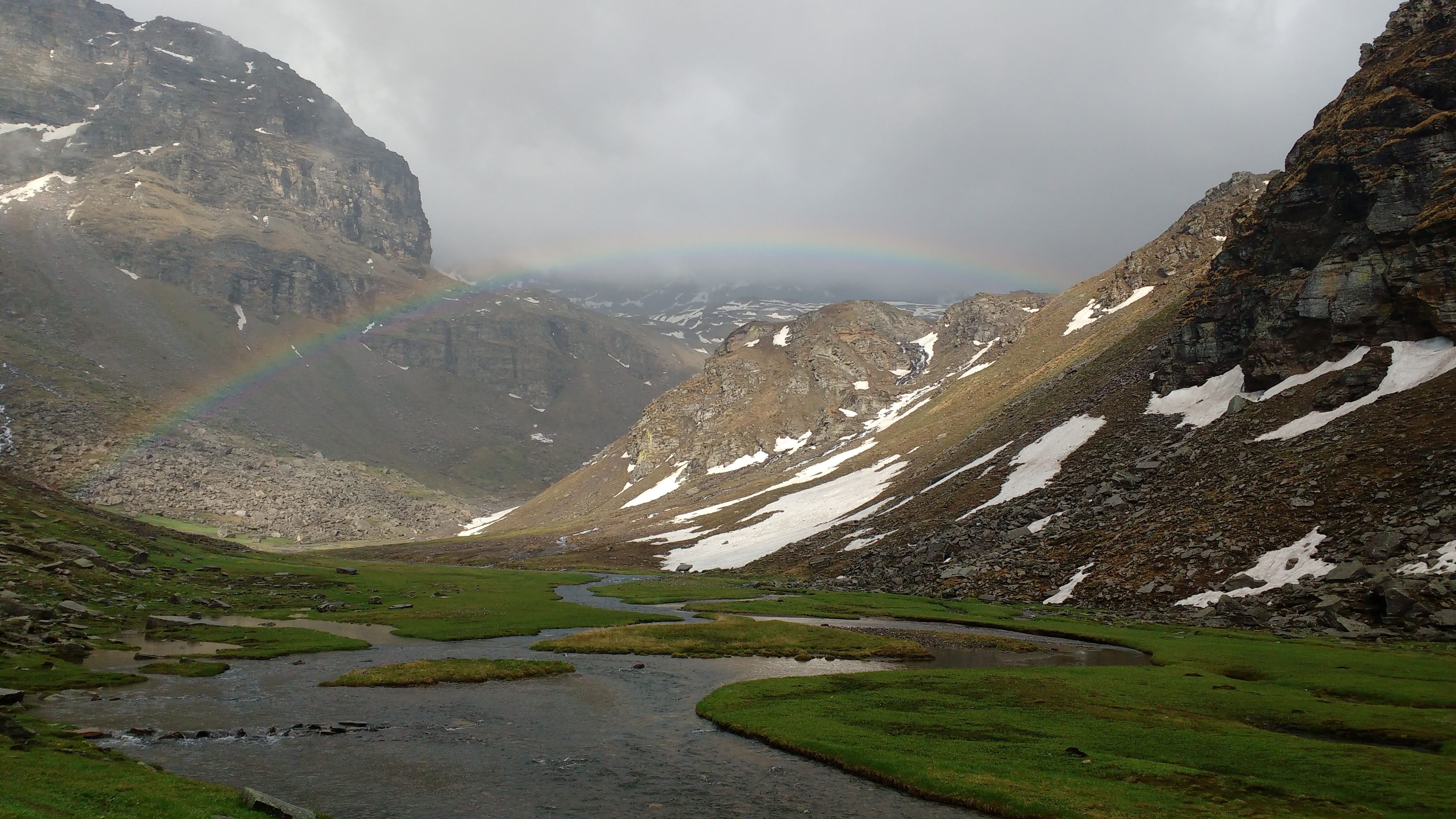
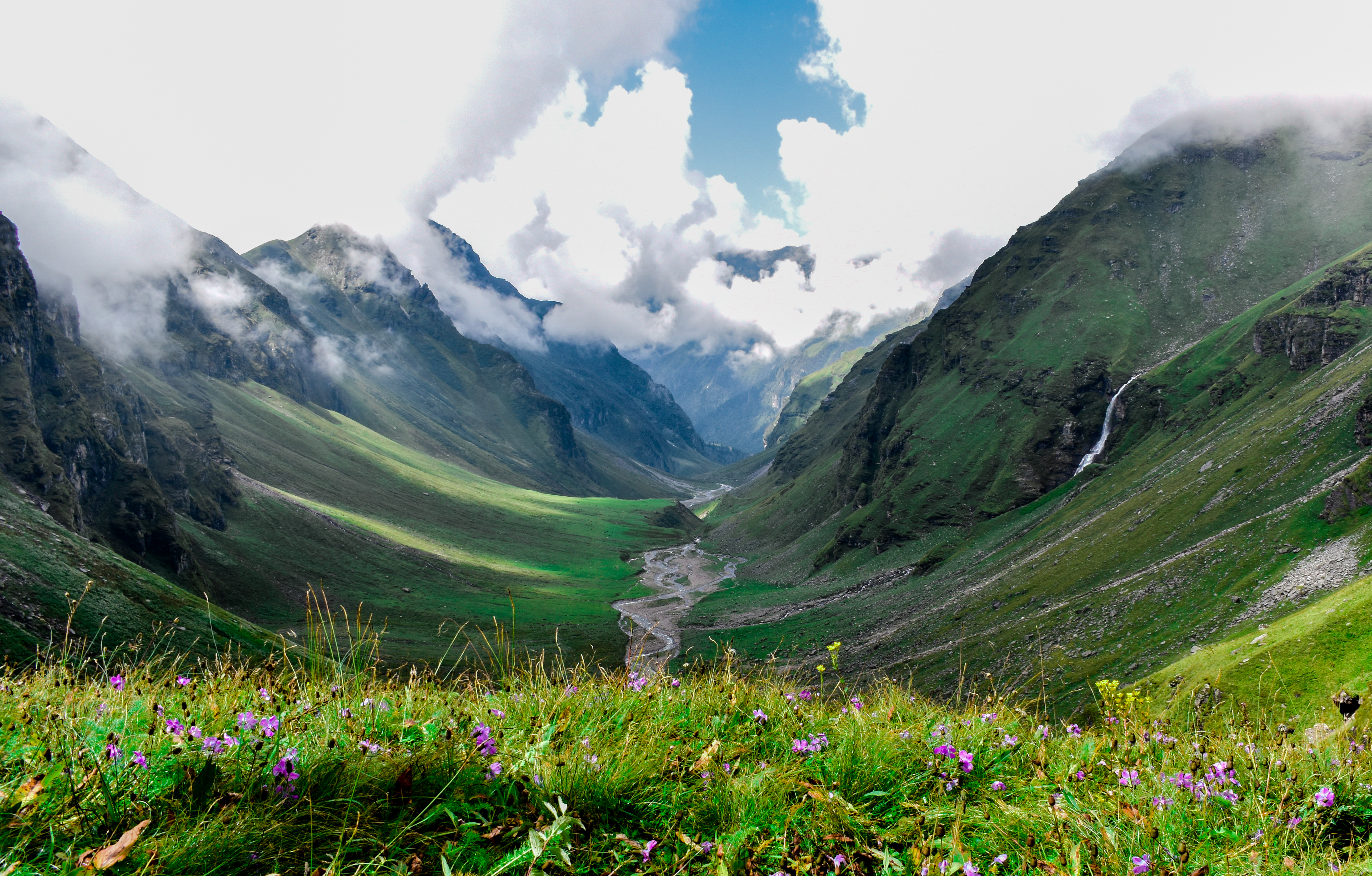
Vista de los prados en el paso Rupin